# Toyota Corolla EX
Nach Beendigung der Produktion des in der Volksrepublik China beliebten Toyota Corolla Altis, beschloss die China FAW Group den Corolla in ihren Werken bauen und kaufte die dafür notwendigen Lizenzen. Im Juni 2007 startete die Produktion des Toyota Corolla EX, der im Modellprogramm neben dem aus Japan importierten Corolla rangiert.

## Ausstattung
Bislang gibt es den Corolla EX nur in der Modellausführung G. Dieser bietet als Standard intermittierende Scheibenwischer, ABS, EBD, SRS-Airbags, Kristall-Carglass-Scheinwerfer, Einpark- und Rückfahrsensoren, Servolenkung, elektrische Fensterheber, elektr. einstellbare Rückspiegel, Zentralverriegelung mit Fernbedienung, eine manuelle Klimaanlage sowie Nebelscheinwerfer. Eine weitere standardmäßige Neuerung bietet First Automotive Works mit der Wegfahrsperre.
Neu ist weiterhin ein Wenderadar, der das Fahrzeug ständig überwacht. Das System wertet dabei aus, in welcher Richtung das Lenkrad eingeschlagen ist, und berechnet ständig die resultierende Richtung der Fortbewegung. Bei einer gegebenen Behinderung oder Gefährdung macht ein akustisches Warnsignal auf das Hindernis aufmerksam. Der Fahrer sieht diese Stellen zusätzlich auf einem eigenen Displaymonitor mit der genauen Position und kann anhand der Vier-Stufen-Leuchte erkennen, wie weit er vom Hindernis entfernt ist. Dies wird ebenfalls durch akustische Signale verstärkt.

## Modelle

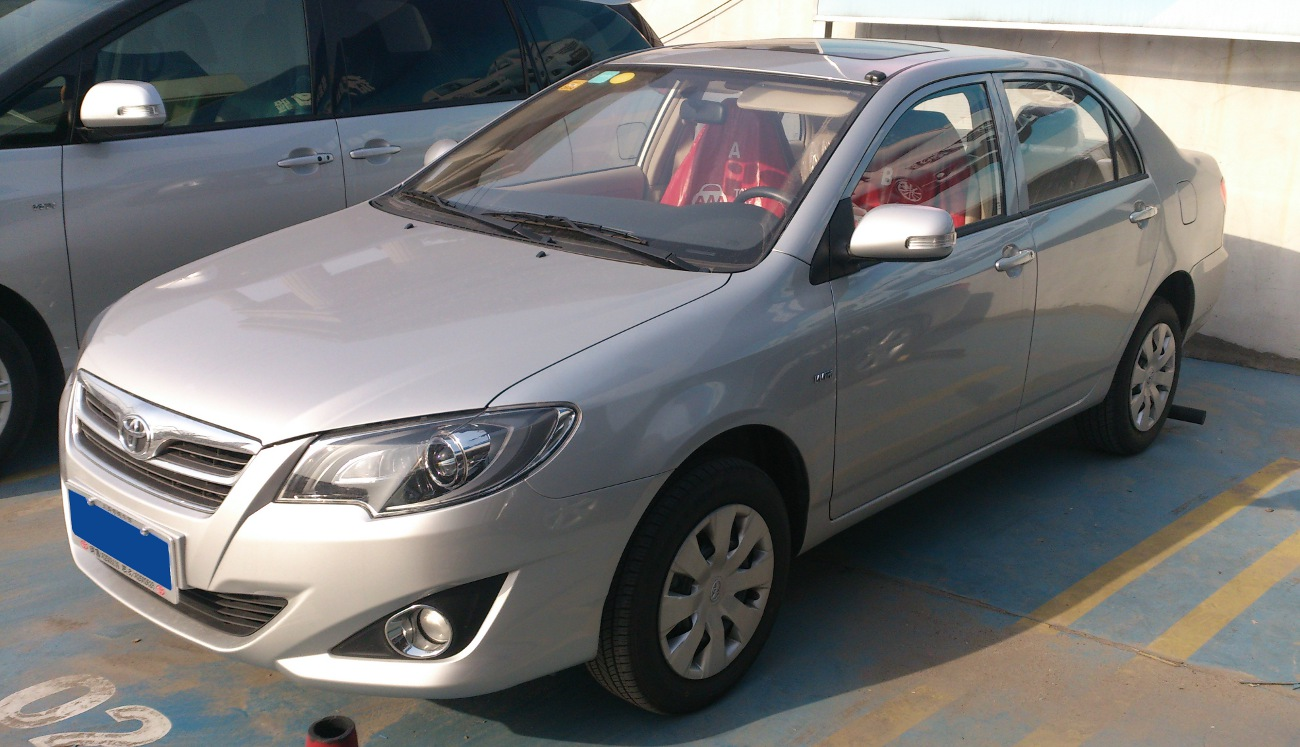
Modellpflege 2013

Zur Auswahl steht der Corolla EX mit einem 4-Stufen-Automatikgetriebe und einem manuellen 5-Gang-Getriebe. Mit Aufpreis steht auch eine ECT-Schaltung (genannt: Super ECT) zur Wahl. Bei der Lackierung kann der Kunde zwischen fünf verschiedenen Lackierungen entscheiden: Weiß Solid (白色), Silber Metallic (银金属色), Champagner Metallic (香槟金属色) und Schwarz Mica (黑云母色). Eine Lederausstattung gibt es beim Corolla EX nicht. Er wird lediglich mit einem hochwertigen braunfarbigen Gewebestoff ausgeliefert, der künstlichem Leder ähnelt.
Für den Antrieb sorgt ein 1ZR-FE-Motor mit einem Hubraum von 1598 cm³ und einer Leistung von 88 kW (120 PS). Die Höchstgeschwindigkeit liegt damit bei der manuellen Version bei 200 km/h und bei der mit dem Automatikgetriebe bei 180 km/h.
Im Frühjahr 2013 gab es eine Modellpflege des Corolla EX.